# Carl Gustaf Emil von Mannerheim
Carl Gustaf Emil Mannerheim (Louhisaari Manor, 1867. június 4. – Lausanne, 1951. január 27.) finn marsall, politikus, hadvezér a második világháborúban.

## Élete
Sokáig a cári hadsereg tisztje volt, de 1917-ben hazatért Finnországba, ahol az 1918-as finn polgárháborúban a fehérek oldalán harcolt, és nagy szerepe volt a győzelem kivívásában. 1931–39-ben a haditanács elnökeként kiépítette a róla elnevezett Mannerheim-vonalat.
1939–40-ben ő vezette a finn hadsereget a téli háborúban. A svédek dr. Arne Beurling matematikaprofesszor segítségével megfejtették az oroszok kódját, amit rögtön átadtak a finneknek. Így az 1939. novemberi szovjet támadáskor báró Carl Mannerheim marsall emberei mindig a megfelelő helyen voltak. A kicsiny, 175 ezres finn hadsereg feltartóztatta az egymilliós szovjet haderőt.  1940 első hetére a finn „síelő kísértetek” súlyos veszteségeket okoztak a szovjeteknek. Ezt az tette lehetővé, hogy a marsall élt a hadászati hírszerzés eszközével.
A hagyományos hadviselést a partizán taktikával ötvözve súlyos veszteségeket okozott a szovjeteknek, de a háborút a hatalmas létszámfölény a szovjetek javára döntötte el, és Finnországnak területekről kellett lemondania a Szovjetunió javára. Emiatt Finnország egyre inkább Németországgal keresett politikai szövetséget.
Finnország 1941. augusztus 26-án csatlakozott a Szovjetunió elleni háborúhoz. Mannerheim ekkor újra fővezér lett. A finnek azonban kikötötték, hogy csak elvesztett területeiket szerzik vissza, így Mannerheim nem tett eleget több német követelésnek. Amikor Hitler felszólította, hogy csapataival vegyen részt Leningrád ostromában, ezt kereken megtagadta. Az elvesztett területeket rövid időre sikerült visszaszereznie, de később újra fel kellett adnia ezeket. Amikor 1944-ben a finn kormány átállt a szövetségesekhez, Mannerheim kénytelen volt az országban állomásozó német csapatok ellen fordulni. A lappföldi háborúban legyőzte őket.
1944–1946 között Finnország államfője volt. 1947-ben Svájcba utazott, és többé nem tért haza. 1951. január 27-én halt meg Lausanne-ban.
Lovas szobra Helsinki központjában áll.

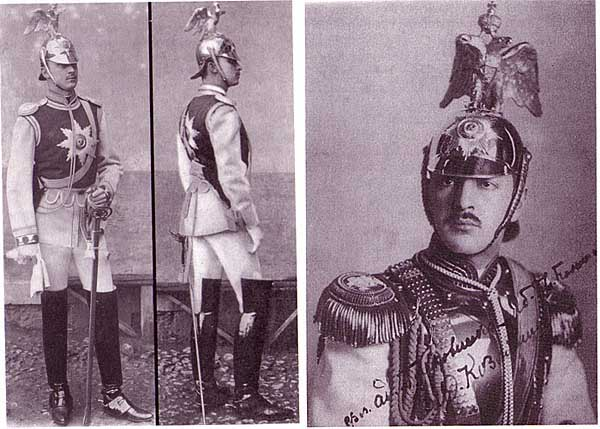
Az ifjú Carl Gustaf Emil von Mannerheim, az Orosz Birodalom egyik lovassági elitalakulata, Őfelsége Vértes Gárdazerede díszegyenruhájában.

## Magyarul
- A téli háború 1939–1940; ford. Oláh József; Püski, Bp., 1997
- Mannerheim marsall emlékiratai; ford. Pergel Antal; magánkiad., Érd, 2023